# Маневровий диспетчер
Маневровий диспетчер залізничної станції — залізнична професія.

## Кваліфікаційна характеристика в Україні

### Завдання та обов'язки
Здійснює планування, організацію і оперативне керівництво маневровою роботою з:
- розформування-формування составів,
- подавання та прибирання місцевих вагонів,
- виконання регулювального завдання з відправлення порожніх вагонів відповідно до поточного плану роботи станції, графіку руху і плану формування поїздів.

Доводить план і порядок виконання робіт до виконавців, інформує працівників про наявність на коліях станції вагонів з вантажами особливої категорії.
Координує роботу маневрових районів і сортувальних пристроїв (гірок, витяжних колій), під'їзних колій, вантажно-розвантажувальних підрозділів, забезпечуючи ефективне використання технічних засобів, колійного розвитку станції і під'їзних колій, маневрових локомотивів.
Керує роботою станційного технологічного центру з оброблення поїзної інформації та
перевізних документів.
Встановлює черговість і порядок розформування составів, вносить корективи в сортувальний листок, контролює накопичення вагонів за призначенням плану формування поїздів.
Визначає черговість підготовки перевізних документів на сформовані состави. Забезпечує своєчасне виставляння поїздів у парк відправлення.
Контролює і забезпечує виконання технічних норм знаходження вагонів на станції.
Керує роботою комплексної маневрової бригади зміни, оцінює якість праці кожного працівника.
Запитує і отримує інформацію щодо розкладу прибування поїздів, наявність составів і вагонів на коліях станції та іншу інформацію з дорожнього обчислювального центру та АСУ станції.
Веде диспетчерський графік виконання маневрової роботи, облік роботи маневрових бригад.
Аналізує виконання змінних завдань маневрової роботи.
Здійснює оперативне керування єдиною зміною станції, веде поточне планування роботи станції по 4 — 6-годинних періодах, організовує виконання плану у разі відсутності у штаті станційного диспетчера.
Контролює дотримання працівниками правил безпеки руху і маневрової роботи, які встановлені Правилами технічної експлуатації залізниць України, Інструкцією з руху поїздів і маневрової роботи на залізницях України, Інструкцією з сигналізації на залізницях України, вимог, наказів та вказівок Укрзалізниці, залізниці, дирекції залізничних перевезень з організації руху і маневрової роботи, безпеки руху та правил з охорони праці. Інструктує працівників зміни про дотримання Правил з охорони праці та безпеки руху, контролює дотримання трудової і
технологічної дисципліни.

### Повинен знати
1. Правила технічної експлуатації залізниць України;
2. Інструкцію з руху поїздів і маневрової роботи на залізницях України;
3. Інструкцію з сигналізації на залізницях України;
4. Інструкцію з забезпечення безпеки руху поїздів під час виконання робіт з технічного обслуговування та ремонту пристроїв сигналізації, централізації та блокування на залізницях України;
5. Інструкцію з забезпечення безпеки руху поїздів під час виконання колійних робіт;
6. Правила безпеки і порядок ліквідації наслідків аварійних ситуацій з небезпечними вантажами при перевезенні їх залізничним транспортом;
7. розпорядження та вказівки Укрзалізниці, залізниці, дирекції залізничних перевезень;
8. методичні, нормативні та інші керівні матеріали, відповідно до кола обов'язків;
9. технічно-розпорядний акт і технологічний процес роботи станції;
10. графік руху і план формування поїздів;
11. правила перевезень вантажів;
12. правила і норми з охорони праці, виробничої санітарії;
13. Правила пожежної безпеки на залізничному транспорт;
14. основи економіки і управління виробництвом;
15. Положення про дисципліну працівників залізничного транспорту;
16. принципи і правила користування пристроями диспетчерського зв'язку і мікропроцесорної апаратури в умовах роботи АСУСС;
17. показники експлуатаційної роботи залізничної станції.

### Кваліфікаційні вимоги
Повна або базова вища освіта відповідного напряму підготовки (спеціаліст, молодший спеціаліст) та підвищення кваліфікації: для спеціаліста — стаж експлуатаційної роботи не менше 2 років, молодшого спеціаліста — не менше 3 років.